# جوزفين إيري
جوزفين إيري (بالإنجليزية: Josephine Airey)‏ هي بائعة هوى ‏ أمريكية، ولدت في 1844 في جزيرة أيرلندا في جمهورية أيرلندا، وتوفيت في 25 أكتوبر 1899 في هيلينا في الولايات المتحدة بسبب ذات الرئة.